# Kamen Chánev
Kamen Chánev (en búlgaro: Камен Чанев; Sliven, 27 de agosto de 1964 - Stara Zagora, 26 de noviembre de 2020) fue un tenor búlgaro.

## Primeros años y educación
Kamen Chánev nació en Sliven y estudió en la escuela de francés en su ciudad natal. En 1991 se graduó en la Academia Estatal de Música de Bulgaria "Pancho Vladigerov" y en 1992 se especializó en la Academia de Música y Artes Boris Christoff de Roma. Ha trabajado junto a Alexandrina Miltcheva, Ghena Dimitrova, Leone Magiera, y el pianista de Luciano Pavarotti.
En 1994 fue laureado en el Concurso Internacional de Tenores Jussi Björling.

## Carrera
En 1993 Kamen Chánev comenzó a trabajar en la Ópera Nacional de Sofía, donde hizo su debut en el escenario como el Duque de Mantua en la obra Rigoletto de Verdi. Cinco años más tarde se trasladó a Praga, donde cantó durante dos años antes de convertirse en autónomo mientras seguía siendo un invitado frecuente en la Ópera Estatal de Praga. Posteriormente se ha presentado en muchos teatros de ópera en Bulgaria y la República Checa, así como a nivel internacional en Francia, Alemania, Suiza, Suecia, Italia, Rumania, Corea del Sur y muchos otros.
Al comienzo de su carrera, Chánev asumió roles como Fausto, Werther, Alfredo , Lensky, Edgardo, Tonio, Almaviva y Don Ottavio. Posteriormente añadió a su repertorio papeles más dramáticos, como Cavaradossi y Calaf. Colaboró con directores como Riccardo Muti, Lorin Maazel, Nicola Luisotti, Michail Jurowski, Paolo Carignani, Donato Renzetti, Philippe Auguin y Asher Fisch y muchos otros.
Chánev realizó grabaciones para la Radio Nacional de Bulgaria y RAI -2 (Italia) y en 1999 grabó con la Orquesta Filarmónica de Plovdiv, Nayden Todorov dirigiendo una producción de CD para el sello estadounidense MMO.
Su carrera se vio truncada por su fallecimiento debido al Covid-19 a la edad de cincuenta y seis años.

## Actuaciones y repertorio
Algunas particpaciones teatrales seleccionadas:
- Bizet: Carmen – Don José (Filadelfia, Basilea)
- Giordano: Andrea Chénier – title role
- Leoncavallo: Pagliacci – Tonio, Canio (Tel Aviv, Múnich)
- Pietro Mascagni: Cavalleria rusticana – Turiddu (Tel Aviv, Múnich)
- Puccini: La bohème – Rodolfo (Atlanta)
- Puccini: Madama Butterfly – Pinkerton (Ámsterdam, Valencia)
- Puccini: Manon Lescaut – Des Grieux (Hamburgo, Auckland)
- Puccini: Tosca – Cavaradossi (Terracina, Roma)
- Puccini: Turandot – Calaf (Varsovia)
- Verdi: Aida – Radames (Roma)
- Verdi: Attila – (Roma)
- Verdi: Un ballo in maschera – Riccardo (Tokio, Deutsche Oper Berlin)
- Verdi: Don Carlos and Don Carlo – title role (Frankfurt, Sevilla)
- Verdi: Macbeth (opera) – Macduff (Dublin)
- Verdi: Nabucco – Ismaele (Viena, Varsovia)
- Verdi: Rigoletto – Duke of Mantua
- Verdi: Il trovatore – Manrico (Seúl, Barcelona)
- Verdi – Requiem